# 厉尔康

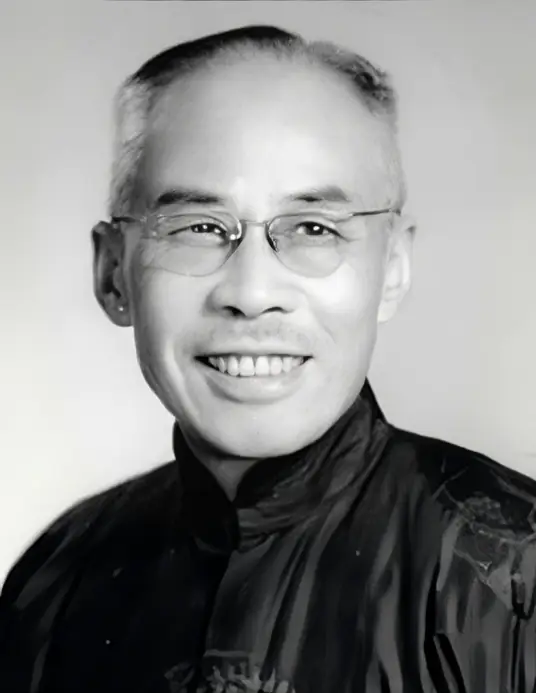

厲爾康（1888年—1967年），字佛磬，浙江杭州人，中華民國高級將領，軍事教育家、理論家。曾任國民政府軍事委員會委員、軍事參議院院長、國民革命軍陸軍中將。著有《國防與物資》、《歐戰後日本之軍事觀》等軍事專著。中國抗日戰爭勝利後辭職退出軍政界。中華人民共和國成立後受聘为上海市文史研究馆馆员。厲爾康在文化大革命期間遭受迫害，於1967年在上海逝世。
厲爾康是中華民國政治家陳立夫的結拜兄弟，中華民國陸軍一級上將陳誠的老師。他是清代著名文學家厲鶚的後人，晚清金石篆刻大家厲良玉的次子。

## 生平
厲爾康，字佛磬，1888年生於清代錢塘（今浙江杭州）的書香世家。祖上五代均為飽學之士，以開館授課為業。高高祖厲鶚和祖父皆為清代舉人。父親厲良玉是晚清著名金石學家、西泠印社創始人之一，也曾以開館教書為業。
1890年，2歲的厲爾康開始識字。
1891年入家塾讀《三字經》、《千字文》、《千家詩》，以及典故文學等。
1894年至1898年，從曾祖、祖父、父親學習對對子、五七言詩、經史和顏歐書法等。據厲爾康回憶，他幼時並不愛讀書，但祖父和父親督責甚嚴，他讀書經常讀得昏昏欲睡，殊以為苦。
1899年，入私塾輔習經書等。此時的厲爾康逐漸感覺到讀書的樂趣，開始主動地讀書學習，加之幼時打下的堅實基礎，竟無師自通地學會了作文章和策論。
1902年，入杭州私立安定中學。
1903年，入浙江武備學堂。
1904年，考取清政府選派的留日陸軍生，入東京振武學校。1905年畢業後作為入伍生入日本陸軍第八師訓練學習。1906年至1908年，就讀于日本陸軍士官學校第六期步科，與孫傳芳、閻錫山為同學。畢業後再入日本陸軍第八師見習，並在將校園內學習帥兵術等。據厲爾康回憶，留日陸軍學生中，以第六期生為最能耐受日本的軍隊生活，因為第六期的士官候補生須接受二等兵訓練滿一年後方可入士官學校，出校後又回原部隊見習半年。這段經歷令厲爾康獲益良多。他學成後旋即回國效力。
1909年，厲爾康回國後，奉召赴京參加清政府陸軍部組織的留日歸國士官生會試。他以優等成績奉上諭被授予陸軍步兵科舉人，並授步兵協軍校軍銜。除厲爾康外，同時參加考試的留日士官生還有孫傳芳、閻錫山、唐繼堯、李烈鈞等人。經陸軍部複試後，厲爾康被吸納到了清廷禁衛軍中。此後，厲爾康躋身軍政界，逐步擔任要職。
1910年，時年22歲的厲爾康出任清廷皇家禁衛軍正四品管帶官，統領八旗子弟兵。厲爾康深得當時專司訓練禁衛軍的載濤的賞識，被安排負責帶隊守護頤和園和武庫。這在漢族武官中是十分罕有的。
1911年11月，辛亥革命爆發後，厲爾康感覺到民主革命和種族革命的責任重大，決心不動聲色，稟職南下，加入北伐軍，為革命事業而努力。他於是私自將本職中應行交代的事項，於稟職前夕以書面分別開明，留置案頭。然後赴各駐防隊伍處巡視，依次訓話，暗示告別。厲爾康南下到了上海後，函報載濤和良弼兩個主官，表示歉意，並詳述移交事項以請手續。回到浙江後，浙江都督蔣伯器雖殷殷留勸，但厲爾康以府中淩亂無序，辭不應命，應同學金永炎之邀加入北伐軍，在北伐軍幹部訓練班任教官，訓練士官。在北伐軍幹部訓練班授課不久，厲爾康認為學生們所望太奢，基礎教育尚未修得，便請授大軍之運用術，不切實際，但學生們覺得厲爾康所教頗有興趣，祈請他繼續授課，但他認為這些學生在革命時期，熱衷功利，企圖僥倖，不屑教誨，於是辭職又回到浙江，繼應浙江陸軍學堂及江蘇陸軍將校講習所之邀，任監督兼教官。江蘇陸軍將校講習所一位學員在結業前夕考試違規作弊。厲爾康力主斥退，謂此種學員即使畢業，亦不可用。時任所長朱綬光遂將這位學員開除。
1913年10月，25歲的厲爾康被授陸軍上校軍銜。
1913年至1921年，任浙江都督府上校參謀，1915年兼任《兵事雜誌》主編，1916年任浙江都督府參謀處處長兼浙江陸軍軍學講習所上校監督和教官。
1922年，34歲的厲爾康被授陸軍少將軍銜，任浙江軍務善後督辦公署少將主任參謀。
1923年，率團赴日本考察。
1924年到1935年間，歷任浙江陸軍測量局局長、浙江督理軍務公署高級參謀、訓練總監部軍學編譯處少將主任編輯、青島市公安局局長、國民革命軍總預備軍團總指揮部中將總參謀長兼三十六軍中將總參謀長、軍事參議院中將參議兼總務廳廳長等職。期間，1925年赴日本參觀特別大演習，考察歐戰後日本軍事情況。1926年赴南京以同學關係勸說孫傳芳與國民革命軍合作（孫傳芳1925年由浙江以聯軍總司令名義進駐南京），三度未經採納。1930年被授陸軍中將軍銜。這段時期，厲爾康還寫成了《國防與物資》、《歐戰後日本之軍事觀》、《列強青少年之軍事預備教育》、《青年軍事訓練敎程》並譯著《毒瓦斯及毒煙》等軍事專著。
1936年1月，厲爾康被國民政府軍事委員會銓敘廳頒令敘任陸軍中將。中國抗日戰爭期間，任軍事委員會委員兼辦公廳主任、軍事參議院院長等職，為爭取中國抗日戰爭的勝利作出了貢獻。
抗日戰爭勝利後，厲爾康辭去國民政府職務，自此退出軍政界。
1949年中華人民共和國成立後，厲爾康作為愛國民主人士受邀擔任上海市文史研究館館員。
1950年9月，厲爾康向中國共產黨中央委員會主席毛澤東上書，提出十項建議，同時又致函李濟深和龍雲，將上述建議中關於解放臺灣的內容部分請予指示。
1951年至1962年間，撰寫了《從滿清的兵制說到禁衛軍的消長》、《浙江光復的回憶》、《回憶蔣介石與何成濬》、《一個中國的退役軍人正告美國及美國友好各國的軍民人士書》等較有影響的文章。
厲爾康在文化大革命期間遭受迫害，於1967年在上海逝世，終年79歲。

## 学术
厲爾康除了是一位軍事將領，還是一位軍事教育家與軍事理論家，著有多部較有影響的軍事專著，包括《國防與物資》、《歐戰後日本之軍事觀》、《青年軍事訓練敎程》等。
《國防與物資》：于1927年寫成，1929年由大東書局出版，蔣百里作序。該書是較早全面介紹和論述國防與各類重要物資資源軍事戰略關係的軍事著作。
《歐戰後日本之軍事觀》：1926年完成，1929年由南京軍用圖書社出版。該書對作者在1925年赴日參觀特別大演習的所見所聞進行了分析，不但總結了日本對大戰的教訓，更對中國軍事改革作出建議。
《青年軍事訓練敎程》：該書是中國較早的青年軍事訓練敎程，被美國密歇根大學收錄，由中華書局於1931年出版。
《列強青少年之軍事預備教育》（南京中央軍校收錄，1928年）
譯著《毒瓦斯及毒煙》（南京中央軍校收錄，1928年）
《吾人于歐戰所得之用兵新法》（《兵事雜誌》第30期）
《吾人于歐戰所得之用兵新法（續）》（《兵事雜誌》第31期）
厲爾康退出軍政界後仍筆耕不輟，1951年至1962年間，撰有：
《從滿清的兵制說到禁衛軍的消長》（1960年）
《浙江光復的回憶》（1961年10月）
《回憶蔣介石與何成濬》（1962年10月）
《一個中國的退役軍人正告美國及美國友好各國的軍民人士書》（1952年）
《試以矛盾規律分析最近的問題》（1956年）
《階級與階級鬥爭的兩個問題》（1957年）
《社會基礎和上層建築的辯證關係》（1957年）
《從中國古代哲學體系講到馬克思哲學的正確性》（1957年）
《社會主義民主與資本主義民主有何根本區別》（1957年）
《是英雄造時勢還是時勢造英雄》（1957年）
《如何正確認識領袖與群眾、個人與集體的作用之間的關係》（1957年）
《社會發展的決定力量是什麼》（1957年）
《厲爾康回憶錄》（1956年8月）
厉尔康由于在军事领域作出了较大贡献分别被《浙江古今人物大辞典》、《浙江民国人物大辞典》、《中华军事人物大辞典》、《中国国民党高级将领征略》、《中国国民党百年人物全书》、《20世纪中华人物名字号辞典》等收录。

## 家族
厲爾康家族人才輩出。除父親厲良玉外，其長兄厲綏之是中國近現代名醫；義兄兼妹夫施承志是中華民國高級將領；幼弟厲麟似是中華民國時期著名教育家和外交家；晚輩中有中國著名外交家厲聲教、著名音樂教育家厲聲、中國兒科醫學的開拓者厲矞華、杭州市原副市長陳禮節和復旦大學管理學院教授厲聲和等。厲良玉、厲綏之、厲爾康、厲麟似、厲聲、厲矞華、陳禮節和厲聲和均被《浙江古今人物大辭典》收錄。